# Iva Prošková

Iva Prošková doma paličkuje.

Iva Prošková (* 12. února 1946 Jestřabí v Krkonoších) je česká krajkářka, spisovatelka a pedagožka tradičních řemesel. Vedle krajky se věnuje též tkaní, síťování, drátování, batice, malování na textilie aj. Je autorkou mnoha knih a učebnic, stejně jako propagátorkou lidových řemesel v Čechách i v zahraniční.

## Život a pedagogika
Iva Prošková, rozená Kobrová, se narodila 12. února 1946 v Jestřabí v Krkonoších. Po vystudování pražského gymnázia (1964) se přihlásila na dvouletý odborný kurz ve Školském ústavu umělecké výroby, pokračovala nástavbou a posléze se zde stala lektorkou (roku 1972 dokončila bakalářské studium Pedagogické fakulty UK). Ještě před pádem totalitního režimu v roce 1987 založila firmu Paličkování, pod jejíž hlavičkou vydávala v letech 1992–2015 stejnojmenný časopis zaměřený na osvětu v oboru. Roku 1992 patřila mezi zakládající členy Vzdělávacího spolku uměleckých řemesel, který se specializuje na výuku dospělých v různých oborech umělecké řemeslné výroby. Roku 2006 se stala vedoucí české skupiny OIDFA, Mezinárodní organizace pro paličkovanou a šitou krajku (Organisation Internationale de la Dentelle au Fuseau et à l'Aiguille).
Jako lektorka často publikuje, působí nejen v Čechách, ale jezdí přednášet též do Španělska, Německa, Itálie nebo Belgie. Každoročně organizovala mohutně navštěvované pražské krajkářské trhy, je častým hostem televizních a rozhlasových pořadů o lidových řemeslech.
Autorsky či spoluautorsky publikovala na dvě desítky knih a brožur zaměřených na různé ruční techniky i jejich historii, mezi známé tituly patří např. Ručně paličkovaná krajka (1994), Krajka zvaná vláčka (1996), Malované hedvábí (1998), Malba v čínském stylu (2009), Tkaní na rámu (2010), Krajkové makramé (2024) a další. Současně je autorkou stovek autorských podvinků (vzorů pro tvorbu krajek) a od roku 2002 každoročních kalendářů s krajkářskou tematikou.

## Umělecká činnost
Jako umělecká krajkářka se v letech 1970–1986 specializovala na obrazovou krajku, náměty tvořily zejména lidské postavy či přírodní motivy. Poprvé vystavovala v divadle Viola v Praze roku 1970, větší pozornost pak přitáhla další pražská expozice v roce 1982 v obchodním domě Kotva. Od druhé poloviny 80. let vytváří oděvní krajky z přírodních materiálů, jako len, bavlna, vlna, hedvábí či drát. Umělecké výstavy pořádala vedle domácího prostředí také v zahraniční, např. v Německu, Francii, Rakousku, Itálii, Dánsku, Belgii aj.

## Knižní dílo (výběr)
- Kouzlo lidové tradice (spoluautorka Ludmila Kröhnová, 1981)
- Abeceda vyšívání (1982)
- Ručně paličkovaná krajka (1990)
- Belgická krajka (1992)
- Drhání (1993)
- Patchwork: textilní mozaika (1993)
- Tenerifa (spoluautorka Květa Černohlávková, 1993)
- Výrobky z kůže (1994)
- Tkaní v přírodě (1995)
- Krajka zvaná vláčka (1996)
- Život a dílo krajkářky Marie Sedláčkové-Serbouskové (1998)
- Malované hedvábí (1998)
- Batika (2002)
- Síťování (spoluautorka Eva Vozková, 2004)
- Patchwork (spoluautorka Renata Bažantová, 2004)
- Krajkářství (spoluautorka Alena Vondrušková, 2004)
- Hrátky s patchworkem (2008)
- Malba v čínském stylu (2009)
- Tkaní na rámu (2010)
- Ludmila Kröhnová (2014)
- Makramé: drhání a Margaretina krajka (spoluautorka Marcela Mašková, 2020)
- Drátování (spoluautorka Marcela Mašková, 2021)
- Ruční tkaní na stavech, stávcích a rámech (2022)
- Krajkové makramé (2024)